# Жьок, Франсис
Франсис Жьок (фр. Francis Giauque, 31 марта 1934, Прель, кантон Берн — ночь с 12 на 13 мая 1965) — швейцарский поэт, писал на французском языке.

## Биография
Сын почтальона. Учёбу в Высшей коммерческой школе Невшателя не закончил. В 1956—1957 жил в Женеве, Лозанне, работал в книжной лавке, в типографии. В 1959 преподавал французский язык в Валенсии. В том же году опубликовал первую книгу стихов Разговор в одиночку. Тогда же начал испытывать острые приступы одиночества и тоски, впервые оказался в психиатрической клинике. Употреблял алкоголь и наркотики. После смерти матери в 1963 пытался покончить самоубийством. Был помещен в психиатрическую клинику под Невшателем. Покончил с собой.

## Творчество
Его любимыми поэтами были Нерваль, Гёльдерлин, Корбьер, Арто. При жизни издал маленькими тиражами два сборника стихов, оставшихся практически незамеченными. Преобладающая часть наследия опубликована после смерти поэта заботами его друга, швейцарского писателя Жоржа Альдаса. Критика причисляет Жьока к проклятым поэтам.

## Книги
- Parler seul/ Bois gravés de Jacques Matthey, avec un avant-propos de Hughes Richard. Genève: éditions Nouvelle Jeune Poésie, 1959 (350 экз.; переизд.: Porrentruy, édtions des Malvoisins, 1969).
- L’Ombre et la nuit. Moutier: éditions de la Prévôté, 1962 (100 экз).
- Terre de dénuement, précédé d'«Un calvaire» par Georges Haldas. Lausanne: éditions Rencontre, 1968 (переизд.: Lausanne, éditions de l’Aire, 1980).
- Journal d’enfer, poèmes et proses rassemblés par ses amis Georges Haldas et Hughes Richard, avant-propos de Jean-Pierre Begot. Paris, éditions Repères, 1978 (1000 экз.; переизд.: Paris, éditions Papyrus, 1984, avec un avant-dire de Jean-Pierre Spilmont et des «Poèmes inédits», 1964—1965).
- C’est devenu ça ma vie, lettres à Hughes Richard, préface de Gabriel Boillat, postface de Hughes Richard, photographies d'Éric Sandmeier. Les Ponts-de-Martel: éditions Hughes Richard, 1987 (100 экз.).
- Œuvres, préface de Hughes Richard, postface de Jean-Jacques Queloz. Lausanne: éditions de l’Aire, 2005 (1500 экз.).